# Таёжный, Пётр Иванович
Пётр Иванович Таёжный (наст. фам. Чешуин; 1888, Екатеринбург — 1952) — русский, советский скульптор.

## Биография
Учился в Художественно-промышленной школе Екатеринбурга вместе с близким другом, скульптором Иваном Шадром.
Переехав в Москву, он устроился миниатюристом в ювелирную мастерскую Фаберже, где проработал до революции 1917 года.
Вскоре после революции Таёжный решает увезти семью на Алтай, подальше от военных действий, политических страстей и голода. После нескольких лет, проведённых в тех краях, он вернулся в Москву и взял псевдоним «Таёжный».
В советские времена Пётр Таёжный создал многочисленные барельефы, в том числе Сталина, писателей Горького, Пушкина, Флобера. Многие из них были использованы на книжных обложках.
Таёжный — один из авторов эскиза первого ордена Ленина, и также известен благодаря широко растиражированной в своё время работе «Ленин на смертном одре». Выполненная в металле, с золочением, работа — наглядный образец советского агитационного искусства 1920-х годов.
Похоронен в Москве на Донском кладбище (4 уч.).
Дочь — скульптор Ольга Таёжная (1911—2007).